# Impuesto sobre las ganancias de capital
Un impuesto sobre las ganancias de capital (capital gains tax - CGT) es un impuesto sobre el beneficio (plusvalía) obtenido por la venta de un activo que fue comprado a un determinado costo que era inferior al importe obtenido posteriormente con la venta. Las ganancias de capital más comunes se realizan a partir de la venta de acciones, bonos, metales preciosos y de propiedades. No todos los países aplican un impuesto sobre las ganancias de capital y la mayoría tienen diferentes impuestos para personas físicas y corporaciones.
Para acciones (ej. acciones), que es un ejemplo de un activo popular y líquido, la legislación nacional y estatal a menudo tiene una gran variedad de obligaciones fiscales, que deben ser respetadas, en cuanto a las ganancias de capital. Los impuestos se cargan directamente por el Estado sobre las transacciones, dividendos y ganancias de capital en el Mercado de valores. Sin embargo, estas obligaciones fiscales pueden variar de una jurisdicción a otra.